# Мерјем
Мерјем (тур. Meryem) турска је драмска телевизијска серија чији су режисери Мустафа Шевки Доган и Фериде Кајтан и сценаристи Мерјем Гултабак, Илке Гурсој, Башар Башаран и Емре Оздур. Главне улоге тумаче Ајча Ајшин Туран, Фуркан Андич, Џемал Токташ, Ачелја Топалоглу, Бестемсу Оздемир и  Угур Чавушоглу.
У Србији се приказивала од 25. маја до 27. јула 2020. године на каналу Хепи ТВ, титлована на српски језик.

## Радња
Мерјем сања да ће јој Октај те вечери предложити брак, док размишља како да је напусти како би унапредио своју каријеру као тужилац. Усред емоционалних превирања, скреће на клизав пут и погађа нешто. 
Након саобраћајне несреће у којој новопечени тужилац Октај усмрти вереницу богатог и угледног адвоката Саваша, кривицу за овај злочин преузима Мерјем, Октајева девојка. Саобраћајна несрећа трансформише животе три особе, увлачећи их у троугао љубави, лажи и освете која прети да их уништи, осим ако љубав не може надвладати мржњу.
Мерјемини снови о браку су срушени. Њен љубавник Октај своју каријеру тужиоца сматра упропаштеном. Снажни бизнисмен Саваш беспомоћан је док му љубав нестаје. Не слутећи да ће је њена велика љубав на крају издати и разочарати, Мерјем жели да прихвати кривицу и одговара за ову несрећу и дело које није починила, док се Саваш заклиње да ће јој од живота направити пакао и осветити смрт своје девојке.
Тако се наивна и недужна Мерјем нађе између бескрупулозног тужиоца, спремног да учини све ради каријере и моћи, и моћног адвоката, спремног на све зарад освете и правде. Он тражи да суд Мерјем осуди на осам година затвора.

## Сезоне
| Сезона | Сезона | Број епизода | Приказивање у Турској                  | Приказивање у Србији                    |
| ------ | ------ | ------------ | -------------------------------------- | --------------------------------------- |
|        | 1      | 30           | 2. август 2017. — 28. фебруар 2018. () | 25. мај 2020. — 27. јул 2020. (Хепи ТВ) |

## Улоге
| Глумац             | Улога            | Епизода     |
| ------------------ | ---------------- | ----------- |
| Ајча Ајшин Туран   | Мерјем Акча      | 1-30        |
| Фуркан Андич       | Саваш Саргун     | 1-30        |
| Џемал Токташ       | Октај Шахин      | 1-20; 23-30 |
| Ачелја Топалоглу   | Дерин Беркер     | 1-30        |
| Бестемсу Оздемир   | Белиз Билен      | 1-30        |
| Угур Чавушоглу     | Јурдал Саргун    | 1-30        |
| Кенан Ачар         | Гучлу Текинер    | 1-30        |
| Серенај Акташ      | Бурџу Актар      | 1-30        |
| Серхан Онат        | Берк Билен       | 10-27       |
| Сема Озтурк        | Тулин Саргун     | 1-30        |
| Озге Озаџар        | Наз Саргун       | 8-30        |
| Ипек Тенолџај      | Сузан Хадерсон   | 22-29       |
| Ајтен Унџиоглу     | Нуртен Шахин     | 1-30        |
| Угур Демирпехливан | Гулумсер Текинер | 1-15        |
| Неџми Јапиџи       | Ертан            | 2-30        |
| Гулден Авшароглу   | Селма            | 2; 5-28     |
| Кубра Бенлиоглу    | Јасмин Хадерсон  | 20-30       |
| Сонат Дурсун       | Риза Коксуз      | 1-30        |
| Чаглар Џенгиз      | Бурак (Каспер)   | 7-30        |
| Мутлу Гунеј        | Ариф Акча        | 1-10        |